# Município de Perry (condado de Hocking, Ohio)
O município de Perry (em inglês: Perry Township) é um município localizado no condado de Hocking no estado estadounidense de Ohio. No ano de 2010 tinha uma população de 2.560 habitantes e uma densidade populacional de 23,47 pessoas por km².

## Geografia
O município de Perry encontra-se localizado nas coordenadas 39° 30′ 55″ N, 82° 40′ 45″ O. Segundo a Departamento do Censo dos Estados Unidos, o município tem uma superfície total de 109.07 km², da qual 108.94 km² correspondem a terra firme e (0.12%) 0.13 km² é água.

## Demografia
Segundo o censo de 2010, tinha 2.560 habitantes residindo no município de Perry. A densidade populacional era de 23,47 hab./km². Dos 2.560 habitantes, o município de Perry estava composto pelo 97.77% brancos, o 0.12% eram afroamericanos, o 0.23% eram amerindios, o 0.23% eram asiáticos, o 0.08% eram insulares do Pacífico, o 0.27% eram de outras raças e o 1.29% pertenciam a duas ou mais raças. Do total da população o 0.82% eram hispanos ou latinos de qualquer raça.